# Волкано (гора)
Волкано (англ. Volcano Mountain) — это шлаковый конус в центральной части территории Юкон, Канада. Расположен на юге вулканического поля Форт-Селкерк, недалеко от слияния рек Пелли и Юкон. На языке индейского племени Северные тутчоне гора называется Нельруна (Nelrúna).

## Геология
Гора Волкано — самый молодой вулкан в составе вулканического поля Форт-Селкирк и один из самых молодых в северной части вулканической провинции Северных Кордильер. Лава горы Волкано представлена оливиновыми нефелинами, которые являются необычным типом лавы. Считается, что этот тип лавы исходит из более глубоких недр Земли, чем базальтовая лава.

## Вулканическая опасность
Будущие извержения горы Волкано, вероятно, будут лавовыми потоками, так как в данной местности не хватает пирокластического материала. Основной опасностью к которой может привести извержение горы Волкано являются лесные пожары. Более древние вулканические отложения к югу от Вулканической горы указывают на то, что потоки лавы, возможно, когда-то частично блокировали или, по крайней мере, изменили течение рек Юкон и Пелли. Любая будущая деятельность в этом районе может нарушить течение обеих этих крупных рек и оказать серьезное воздействие на жизни людей, живущих или работающих ниже по течению.